# Возлюбленные Марии
«Возлюбленные Марии» (англ. Maria's Lovers) — фильм режиссёра Андрея Кончаловского, поставленный по мотивам повести «Река Потудань» Андрея Платонова.

## Сюжет

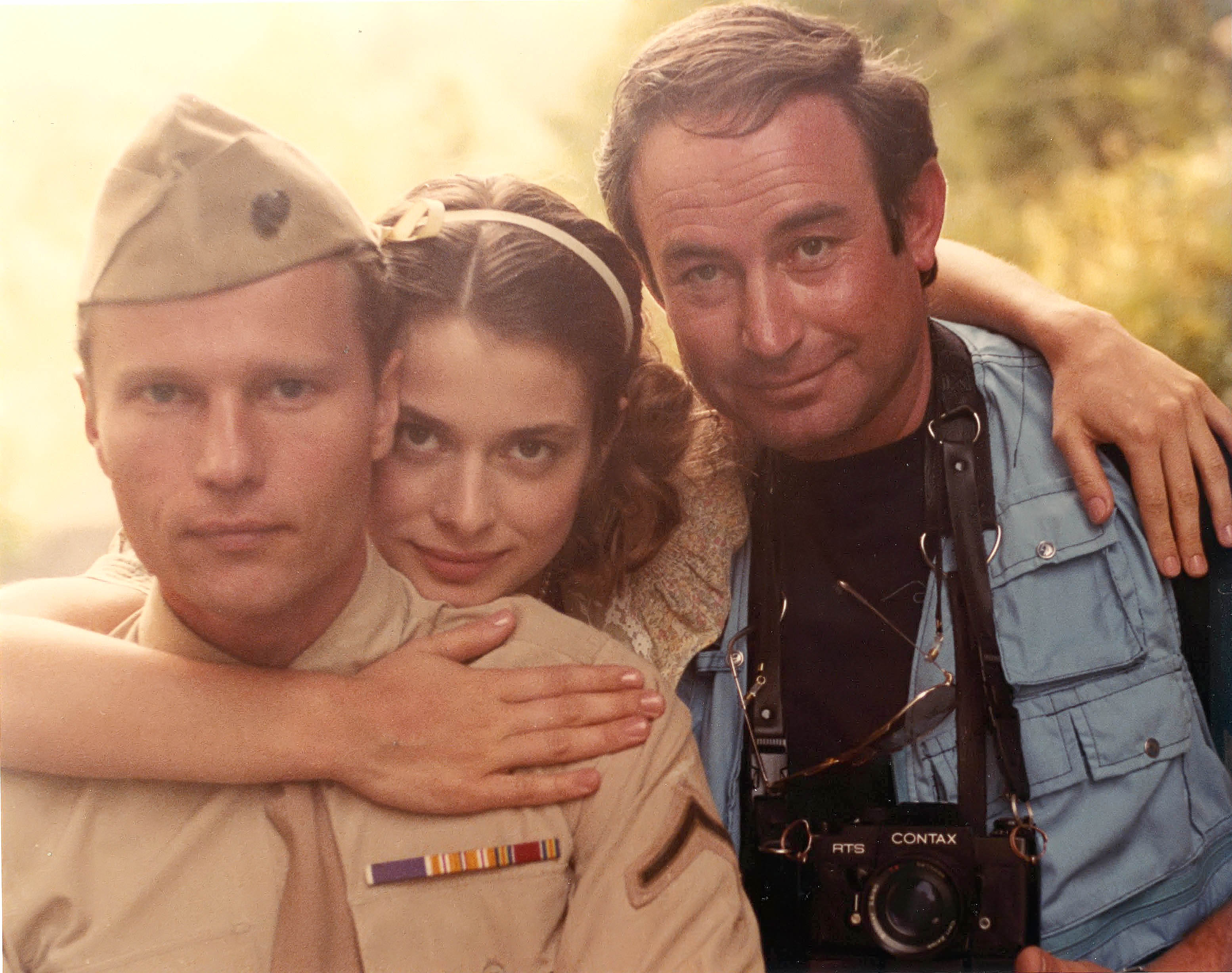
Джон Сэвидж, Настасья Кински и фотограф Йони Аменахе́м на съёмках фильма

Действие фильма перенесено в США. После войны из японского плена в родной посёлок в Пенсильвании, где живут сербские иммигранты, возвращается Иван Бибич. Иван и его любимая девушка Мария венчаются в церкви. Но выясняется, что в постели с Марией он становится импотентом, и молодая жена остаётся девственницей. Вскоре в поселке появляется гитарист Кларенс, который начинает ухаживать за Марией.

## В ролях
- Джон Сэвидж — Иван Бибич
- Настасья Кински — Мария
- Кит Кэррадайн — Кларенс
- Роберт Митчем — мистер Бибич
- Елена Коренева — Вера
- Винсент Спано — Ал Гризелли
- Билл Смитрович — бармен

## Съёмки
Как писал Андрей Кончаловский в своей книге 1998 года, идея экранизировать рассказ Платонова появилась у него в 1960-х годах, он предлагал её сценаристу Юрию Клепикову. Спустя 15 лет, по словам Кончаловского, он написал сценарий совместно с Жераром Брашем для Изабель Аджани, однако съёмки сорвались.
В 1983 году Кончаловский предложил сценарий Настасье Кински. Как писал Кончаловский, её согласие сниматься в картине помогло ему «стать снова режиссёром», так как в это время он был без работы и испытывал финансовые трудности. По воспоминаниям Кончаловского, будучи ранее знакомым с актрисой (в том числе пытаясь за ней «немножко поухаживать»), он встретился с Кински в отеле «Шангри-Ла» в Лос-Анджелесе. При этом пригласив Кински в ресторан и имея всего 100 долларов, он опасался, что она закажет слишком дорогие блюда. В Каннах режиссёр встретился с продюсером Менахемом Голаном, который согласился финансировать картину с условием, что место действия будет перенесено в США. Компания Cannon Group, которой Голан владел вместе со своим кузеном Йорамом Глобусом, выделила бюджет в 2,8 млн долл. Монтажницей на съёмках работала дочь режиссёра Алана Пакулы, практиканткой — дочь писателя Уильяма Стайрона.
Как отмечал режиссёр, в американском прокате фильм провалился, не выйдя на национальный экран (с показом в нескольких кинотеатрах Нью-Йорка, Лос-Анджелеса, Чикаго). Однако в Европе он пользовался успехом: «Есть разряд картин, которые постоянно идут в Париже, хотя бы на одном экране. Всегда можно посмотреть какую-то из картин Ренуара, Феллини, „Гражданина Кейна“ Уэллса. „Возлюбленные Марии“ на время попали в эту престижную компанию. Посмотришь газету — они всегда в кинопрограмме. А ещё до того картина пять месяцев шла на Елисейских полях, собрала хорошую кассу, была представлена к „Сезару“, хотя и не получила его — получил „Амадеус“ Милоша Формана. И для Настасьи Кински роль Марии оказалась знаменательной».
Фильм начинается фрагментами из документальных съёмок Джона Хьюстона «Да будет свет» (Let There Be Light) о военнопленных из японских концлагерей. Музыку к песне «Глаза Марии» написал Кит Кэррадайн.

## Премии и номинации
- 1985 — номинация «лучший иностранный фильм» премии «Сезар»;
- 1985 — премия итальянских журналистов Italian National Syndicate of Film Journalists «лучшая актриса в иностранном фильме» (Настасья Кински).